# Andra äventyr
Andra äventyr är ett studioalbum av Niklas Strömstedt & Skarpa skott, utgivet 1983 på skivbolaget EMI. Albumet är hans andra som soloartist och det första och enda tillsammans med kompbandet Skarpa skott.
Från skivan utgavs singlarna Alarm (1982) En annan hand (1983). Varken singlarna eller albumet nådde några listframgångar. 1998 återutgavs skivan på CD med tre extraspår.
Albumet producerades av Lasse Lindbom. Kompbandet Skarpa skott bestod av Hasse Olsson) (keyboards), Janne Bark (elgitarr och sång), Ola Johansson (bas), Pelle Alsing (trummor), Basse Wickman (tolvsträngad gitarr) och Lindbom (sång). Strömstedt medverkade med sång, elgitarr och keyboards. Efva Attling sjunger på "Lefvande lust" och Kenneth Pettersson och Jan Blom spelar bas respektive trummor på "Alarm".

## Låtlista
Där inte annat anges är låtarna skrivna av Niklas Strömstedt.

### LP 1983
Sida A
1. "En annan hand" – 4:31
2. "Äventyr" – 3:17
3. "Hela vägen hem" – 4:00
4. "Lefvande lust" – 3:19
5. "Allt du vill" – 2:38
6. "Alarm" – 2:59

Sida B
1. "Bara en skugga" – 3:54
2. "Syster, syster" – 3:42
3. "Det gör så ont" – 4:45 (Strömstedt, Per Gessle)
4. "Som tårar i regn" – 3:49
5. "I väntan på vadå" – 4:12

### CD 1998
1. "En annan hand" – 4:31
2. "Äventyr" – 3:17
3. "Hela vägen hem" – 4:00
4. "Lefvande lust" – 3:19
5. "Allt du vill" – 2:38
6. "Alarm" – 2:59
7. "Bara en skugga" – 3:54
8. "Syster, syster" – 3:42
9. "Det gör så ont" – 4:45 (Strömstedt, Per Gessle)
10. "Som tårar i regn" – 3:49
11. "I väntan på vadå" – 4:12
12. "Skarpa skott" – 2:11
13. "Kom fram, kom fram" – 3:17 (Strömstedt, Gessle)
14. "Blåa jeans & röda läppar" – 2:50 (Strömstedt, Gessle)

## Medverkande
- Pelle Alsing – trummor
- Efva Attling – sång på "Lefvande lust"
- Janne Bark – elgitarr och sång
- Jan Blom – trummor på "Alarm!"
- Ola Johansson – bas
- Lasse Lindbom – sång
- Hasse Olsson) – keyboards
- Kenneth Pettersson – bas på "Alarm!"
- Niklas Strömstedt – sång, elgitarr, keyboards
- Basse Wickman – tolvsträngad gitarr på "Som tårar i regn"